# Central Frontenac (Ontario)
Central Frontenac – gmina (ang. township) w Kanadzie, w prowincji Ontario, w hrabstwie Frontenac.
Powierzchnia Central Frontenac wynosi 970,18 km².
Według danych spisu powszechnego z roku 2001 Central Frontenac liczy 4557 mieszkańców (4,70 os./km²).